# Ramen Heads
Ramen Heads (ラーメンヘッズ) è un documentario del 2017 diretto da Koki Shigeno. Il film è un viaggio nelle vite e nei ristoranti dei migliori maestri ramen giapponesi.

## Trama
La storia ruota attorna alla figura rigorosa e perfezionista di Osamu Tomita, che con il suo approccio maniacale e ossessivo ha creato la ricetta per la zuppa perfetta, tanto da spingere i suoi devoti clienti a percorrere centinaia di chilometri e sostenere ore di coda pur di entrare nel suo piccolo ristorante di Tokyo. Il film offre anche un quadro storico dell'arrivo del ramen in Giappone e dell'importanza che ha avuto per le classi lavoratrici durante la ricostruzione dopo il secondo dopoguerra.